# Бийол, Яка
Я́ка Бийо́л (словен. Jaka Bijol; род. 5 февраля 1999 года, Вузеница, Словения) — словенский футболист, защитник клуба «Лидс Юнайтед» и сборной Словении. Участник чемпионата Европы 2024.

## Клубная карьера

### «Рудар» (Веленье)
Бийол — воспитанник клубов «Дравоград» и «Браво». Летом 2017 года Яка подписал контракт с «Рударом» (Веленье). 16 июля 2017 года в матче против «Домжале» он дебютировал в чемпионате Словении. 24 октября 2017 года в матче Первой лиги против клуба «Кршко» (0:3) Бийол отметился первым результативным действием за «Рудар», отдав голевую передачу на Джона Мэри. В поединке против «Целе» (2:1) забил свой первый гол за «Рудар». В сезоне 2017/18 Бийол сыграл 30 матчей за «Рудар» и набрал 6 очков по системе «гол+пас» (3+3).

### ЦСКА (Москва)
22 июня 2018 года Бийол перешёл в московский ЦСКА, подписав пятилетний контракт. Сумма трансфера составила 400 тыс. евро. 27 июля 2018 года Бийол, дебютировав за новый клуб в матче за Суперкубок против московского «Локомотива» (0:1 в д.в.) на 81-й минуте, сразу же выиграл свой первый трофей. В той же игре Яка отметился первым результативным действием за «армейцев», отдав голевую передачу на Хетага Хосонова. 31 июля в матче против «Крыльев Советов» дебютировал в РПЛ. 19 сентября 2018 года в матче против «Виктории» (2:2) словенец дебютировал в Лиге Чемпионов. 9 марта 2019 года в матче чемпионата России против «Рубина» (3:0) он забил дебютный гол за ЦСКА. 26 мая 2019 года в матче против «Крыльев Советов» (6:0) Бийол отметился забитым мячом, а также двумя ассистами.
18 сентября 2020 года Бийол на правах аренды перешёл в «Ганновер 96» до конца сезона 2020/21. 25 сентября 2020 года в матче Второй Бундеслиги против клуба «Оснабрюк» (2:1) он дебютировал за «лилово-белых», выйдя в стартовом составе. В 2020/21 сезоне Бийол отыграл 31 матч в составе «Ганновера 96», однако результативными действиями не отметился. «Ганновер» не захотел платить за Бийола требуемые 5 млн евро, и игрок вернулся в ЦСКА в мае 2021 года.

В сезоне 2021/22 главный тренер ЦСКА, Алексей Березуцкий, принял решение попробовать и в дальнейшем активно использовать Яку Бийола на новой для него позиции – в центре обороны.
Яка Бийол о своём переходе на позицию центрального защитника: «Большое спасибо Алексею Березуцкому. Я всё знаю об этой позиции только благодаря ему, он научил меня. Очень его люблю и помню».
В сезоне защитник провел 30 матчей, отметившись 4 очками по системе «гол+пас» (1+3). В мая вошёл в символическую сборную РПЛ по итогам сезона 2021/22 по версии статистического портала Sofascore со средней оценкой 7,17 балла за матч. Успешная игра словенца на новой позиции не осталась незамеченной, и он привлек внимание нескольких клубов из Италии.

### «Удинезе»
14 июля 2022 года Бийол перешел в «Удинезе» за 4 миллиона евро. 5 августа 2022 года в матче 1/32 финала Кубка Италии против клуба «Феральписало» (2:1) он дебютировал за новый клуб, выйдя в стартовом составе. 18 сентября 2022 года в матче Серии A против «Интера» (3:1) Бийол забил дебютный гол за «Удинезе». 12 февраля 2023 года в матче Серии A против «Сассуоло» (2:2) словенец оформил «гол+пас».
В декабре 2023 года Яка Бийол сломал ладьевидную кость левой стопы и выбыл из строя больше чем на три месяца. 11 марта 2024 года в матче Серии A против «Лацио» (1:2) Бийол впервые после травмы появился на поле, выйдя на замену на 77-й минуте.
Перед началом сезона 2024/25 защитник стал вице-капитаном «Удинезе». 5 октября 2024 года в матче Серии A против «Лечче» (1:0) Бийол впервые вывел команду на поле в качестве капитана.

### «Лидс Юнайтед»
23 июня 2025 года Яка Бийол перешёл в английский клуб «Лидс Юнайтед», подписав пятилетний контракт. Сумма трансфера составила 22 миллиона евро без учета бонусов.

## Карьера в сборной
Выступал за юношеские и молодёжную сборную Словении.
13 октября 2018 года в матче Лиги Наций против сборной Норвегии Бийол дебютировал за сборную Словении, заменив во втором тайме Лео Штулаца. 26 марта 2022 года в товарищеском матче против сборной Хорватии (1:1) Яка Бийол забил дебютный гол за Словению.
16 июня 2023 года в матче квалификации к Евро 2024 против сборной Финляндии (2:1) Бийол впервые вывел свою сборную на поле в качестве капитана.
В 2024 году Бийол был в составе сборной Словении на чемпионате Европы по футболу. Он сыграл все четыре матча, а команда смогла пробиться в плей-офф. Однако, в матче против сборной Португалии словенцы уступили в серии пенальти после 0:0 в основное время (0:0, пен. 0:3). По итогам турнира Бийол вошёл в символическую сборную Евро-2024 по версии WhoScored и спортивного канала ESPN.

## Статистика

### Клубная
| Выступление      | Выступление      | Выступление      | Чемпионат | Чемпионат | Кубки | Кубки | Еврокубки | Еврокубки | Другие | Другие | Итого | Итого |
| Клуб             | Лига             | Сезон            | Игры      | Голы      | Игры  | Голы  | Игры      | Голы      | Игры   | Голы   | Игры  | Голы  |
| ---------------- | ---------------- | ---------------- | --------- | --------- | ----- | ----- | --------- | --------- | ------ | ------ | ----- | ----- |
| Рудар (Веленье)  | Первая лига      | 2017/18          | 30        | 3         | 0     | 0     | —         | —         | —      | —      | 30    | 3     |
| Рудар (Веленье)  | Итого            | Итого            | 30        | 3         | 0     | 0     | —         | —         | —      | —      | 30    | 3     |
| ЦСКА (Москва)    | Премьер-лига     | 2018/19          | 23        | 4         | 0     | 0     | 3         | 0         | 1      | 0      | 27    | 4     |
| ЦСКА (Москва)    | Премьер-лига     | 2019/20          | 25        | 1         | 3     | 1     | 6         | 0         | —      | —      | 34    | 2     |
| ЦСКА (Москва)    | Премьер-лига     | 2020/21          | 5         | 0         | 0     | 0     | —         | —         | —      | —      | 5     | 0     |
| ЦСКА (Москва)    | Премьер-лига     | 2021/22          | 28        | 1         | 2     | 0     | —         | —         | —      | —      | 30    | 1     |
| ЦСКА (Москва)    | Итого            | Итого            | 81        | 6         | 5     | 1     | 9         | 0         | 1      | 0      | 96    | 7     |
| → Ганновер 96    | Бундеслига 2     | 2020/21          | 30        | 0         | 1     | 0     | —         | —         | —      | —      | 31    | 0     |
| → Ганновер 96    | Итого            | Итого            | 30        | 0         | 1     | 0     | —         | —         | —      | —      | 31    | 0     |
| Удинезе          | Серия A          | 2022/23          | 32        | 3         | 1     | 0     | —         | —         | —      | —      | 33    | 3     |
| Удинезе          | Серия A          | 2023/24          | 24        | 0         | 1     | 0     | —         | —         | —      | —      | 25    | 0     |
| Удинезе          | Серия A          | 2024/25          | 34        | 1         | 3     | 1     | —         | —         | —      | —      | 37    | 2     |
| Удинезе          | Итого            | Итого            | 90        | 4         | 5     | 1     | —         | —         | —      | —      | 95    | 5     |
| Лидс Юнайтед     | Премьер-лига     | 2025/26          | 0         | 0         | 0     | 0     | —         | —         | —      | —      | 0     | 0     |
| Лидс Юнайтед     | Итого            | Итого            | 0         | 0         | 0     | 0     | —         | —         | —      | —      | 0     | 0     |
| Всего за карьеру | Всего за карьеру | Всего за карьеру | 231       | 13        | 11    | 2     | 9         | 0         | 1      | 0      | 252   | 15    |

1. ↑  Кубок России, Кубок Германии, Кубок Италии.
2. ↑  Лига Чемпионов УЕФА, Лига Европы УЕФА.
3. ↑  Суперкубок России.

### В сборной
| Матчи Яки Бийола за сборную Словении на Евро 2024 | Матчи Яки Бийола за сборную Словении на Евро 2024 | Матчи Яки Бийола за сборную Словении на Евро 2024 | Матчи Яки Бийола за сборную Словении на Евро 2024 | Матчи Яки Бийола за сборную Словении на Евро 2024 | Матчи Яки Бийола за сборную Словении на Евро 2024 | Матчи Яки Бийола за сборную Словении на Евро 2024 |
| ------------------------------------------------- | ------------------------------------------------- | ------------------------------------------------- | ------------------------------------------------- | ------------------------------------------------- | ------------------------------------------------- | ------------------------------------------------- |
| №                                                 | Дата                                              | Оппонент                                          | Счёт                                              | Голы                                              | Соревнование                                      |                                                   |
| 1                                                 | 16 июня 2024                                      | Дания                                             | 1:1                                               | —                                                 | ЧЕ-2024                                           |                                                   |
| 2                                                 | 20 июня 2024                                      | Сербия                                            | 1:1                                               | —                                                 | ЧЕ-2024                                           |                                                   |
| 3                                                 | 25 июня 2024                                      | Англия                                            | 0:0                                               | —                                                 | ЧЕ-2024                                           |                                                   |
| 4                                                 | 1 июля 2024                                       | Португалия                                        | 0:0 (0:3 пен.)                                    | —                                                 | ЧЕ-2024                                           |                                                   |

Итого: 4 матча; 0 побед, 3 ничьи, 1 поражение.

## Достижения

### Командные
ЦСКА (Москва)
- Обладатель Суперкубка России: 2018

### Личные
- Лучший молодой футболист Словении: 2018[45], 2019[46]